# Braunkohlentiefbaugrube Schacht Dölitz
Die Braunkohlentiefbaugrube Schacht Dölitz war ein Braunkohle-Bergwerk im Leipziger Stadtteil Dölitz und ist das letzte noch substanziell gut erhaltene Zeugnis des Braunkohlentiefbaus in Mitteldeutschland. Als „Schacht Dölitz“ im Volksmund bekannt, wurde die Anlage ab 1895 nahezu durchgängig bis 1959 betrieben. Die letzte Kohle wurde offiziell am 13. Juni 1959 gefördert. Erhalten geblieben sind die Tagesanlagen mit Fördergerüst, Schachthaus, Fördermaschinenraum und Dampfkesseln sowie die Neue Sortierung. Diese Bauten stehen als „Technisches Denkmal Schacht Dölitz“ unter Denkmalschutz und sind Teil der Mitteldeutschen Straße der Braunkohle.

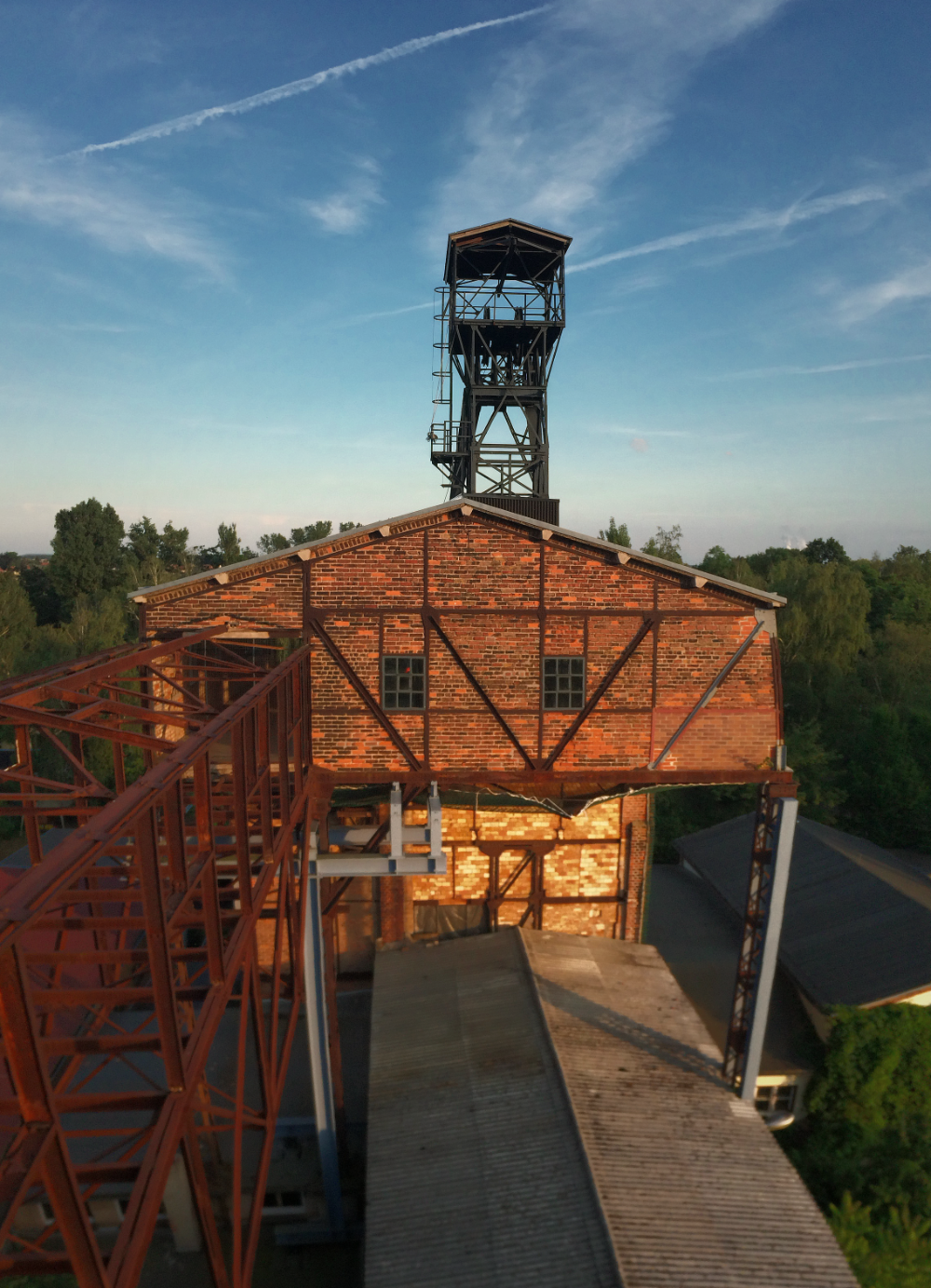
Die Braunkohlengrube Dölitz war eine Braunkohlengrube im Leipziger Stadtteil Dölitz und ist das letzte gut erhaltene Zeugnis des Braunkohlenbergbaus in Mitteldeutschland.

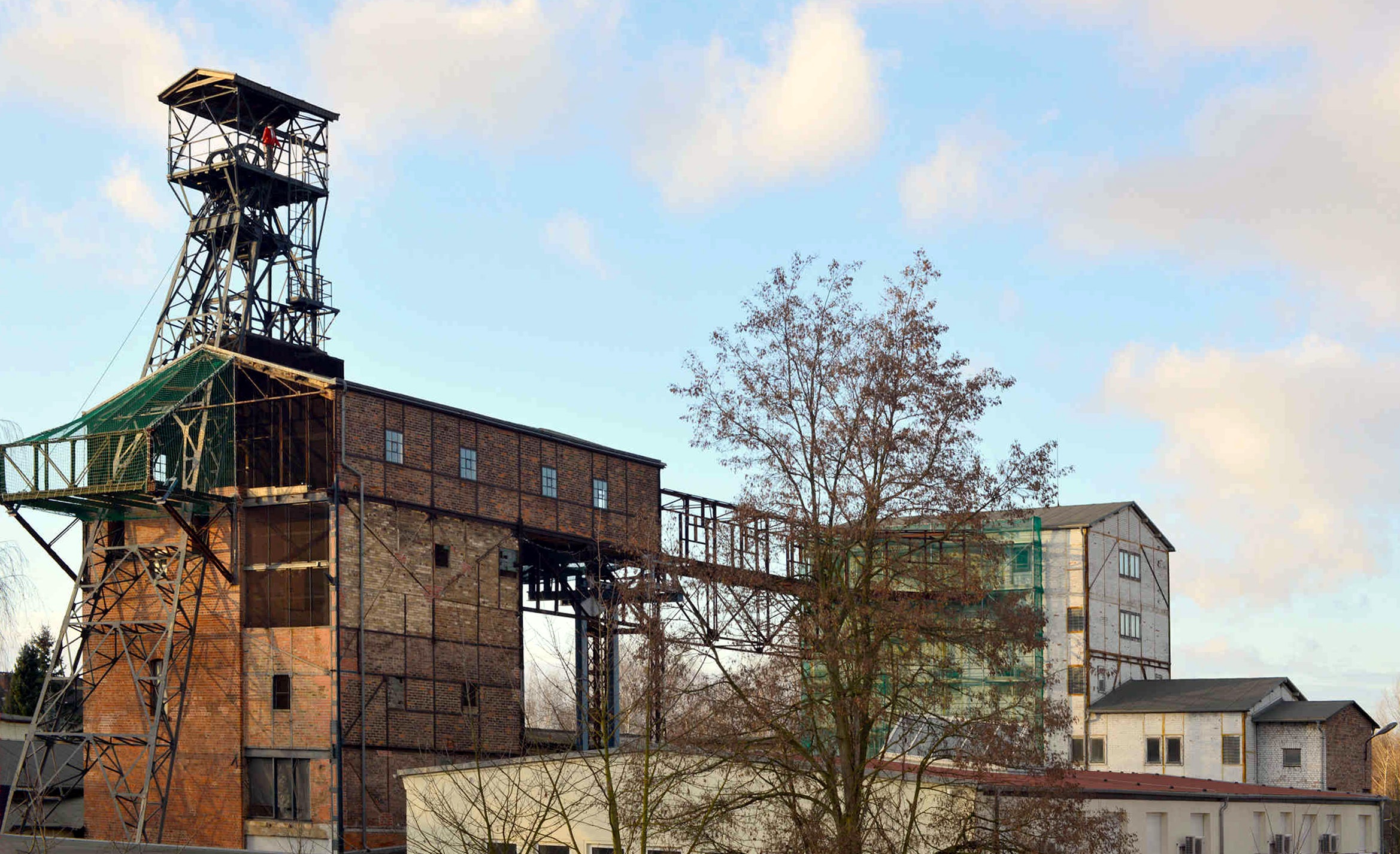
Schacht Dölitz 2014. Ehemaliges Fördergerüst mit Hängebank und Schachthaus sowie Verbindungsbrücke zum Kohlebunker

Schacht Dölitz 2014. (von links nach rechts) Kohlebunker (Neue Sortierung), Verbindungsbrücke zur Hängebank mit dem Fördergerüst. Das Gebäude darunter beherbergte ab ca. 1953 Schulungsräume. Seine tragenden Teile bestehen aus der Stahlkonstruktion des ehem. Kohlebunkers von 1904 (siehe Abb. darunter: Schachtabteufung Schacht Dölitz)

## Lage
Das im Leipziger Süden gelegene Grubenfeld der Schachtanlage erstreckt sich über ein Gebiet von rund 3,8 km² (380 Hektar) und wird heute über Tage u. a. als „Landschaftsschutzgebiet Lößnig-Dölitz“ genutzt. Erreichbarkeit: mit der Straßenbahnlinie 11 der Leipziger Verkehrsbetriebe, Haltestelle Friederikenstraße.

## Geschichte

### Planungs- und Bauphase 1894 bis 1902
Durch erste Probebohrungen der Leipziger Firma Gustav Klause im Jahr 1894 auf dem Gebiet des Dölitzer Rittergutes, das damals in Besitz von Major Georg Ernst von Winckler war, wurde ein 12 Meter mächtiges Braunkohleflöz erbohrt. Der erste Spatenstich durch die Firma Wilhelm Schurath, Leipzig und Brandis erfolgte ein Jahr später, 1895. Nach anfänglichen Problemen mit Wasserzuflüssen konnten dennoch im Senkschachtverfahren zwei Schächte abgeteuft werden: ein 73 Meter tiefer Förderschacht und ein 68 Meter tiefer Wetterschacht.
Nachdem in einer Teufe von 65 Metern am 7. Dezember 1902 das obere Kohlenflöz erreicht war, wurde die erste Dölitzer Rohbraunkohle gefördert und mit einem Festwagen zum Gasthof Reiter gefahren. Im verbleibenden Jahr 1902 wurden noch 2.138 Tonnen Kohle gefördert. Zunächst wurde die beim Streckenvortrieb gewonnene Kohle hauptsächlich für den Eigenbedarf der Dampfmaschine zum Antrieb der Förderanlage und der Wasserhaltung benötigt.
Die betrieblichen Anlagen bestanden bis 1902 vermutlich aus einem hölzernen Teufgerüst mit Kübelförderung, einem Kesselhaus mit Schornstein, einem Maschinenhaus sowie einigen Schuppen. Das Kontor befand sich zu diesem Zeitpunkt noch südlich des Wetterschachtes. Am 29. Dezember 1902 wurde das Braunkohleunternehmen in die „Gewerkschaft Leipzig-Dölitzer Kohlenwerke“ umgewandelt.

### Vorbereitung der industriellen Braunkohleförderung 1903 bis 1905

Schacht Dölitz: Schachtabteufung 1903 mit Förderanlage ab 1904, Seigerriß mit Schachtscheibe

Bis Dezember 1903 wurden weiterhin Schächte abgeteuft, gleichzeitig wurden in Vorbereitung der planmäßigen Braunkohleförderung die Tagesanlagen um- und neu aufgebaut. Das Protokollbuch Nr. 1 des Unternehmens verzeichnet zum Beispiel für den 5. Oktober 1903 in Mark (M) zu zahlende Bestellungen für die Tagesanlagen:
- Schornstein (5.000,-)
- Eisenconstruktion Förderthurm (20.000,-)
- Maschinentheile Förderanlage (10.000,-)
- zwei Dampfkessel (14.000,-)

Nach Strafandrohung durch das Bergamt wurde ebenfalls in der Sitzung vom 5. Oktober 1903 beschlossen, einen Diplom-Ingenieur zur Leitung der nicht ganz ungefährlichen Abteuf- und späteren Streckenvortriebsarbeiten einzustellen. Die jährlichen Kosten werden mit 2.400,- M angegeben.
Die Umsetzung der beschlossenen Neubauten begann. Das den Förderturm umgebende Schachthaus wurde als 12,50 Meter hoher Ziegelbau ausgeführt. Über das gewölbte Dach des aus Stahlfachwerk bestehenden Obergeschosses ragte das Fördergerüst mit den Seilscheiben, deren Achshöhe 21,50 Meter betrug. Nördlich schloss sich eine Brecher- und Sortieranlage an. Vier Stützenpaare trugen die Kohlebunker und ermöglichten die Durchfahrt und das Füllen der Pferdefuhrwerke zur Kohleabfuhr. Die Stahlkonstruktion war mit Wellblech verkleidet. Der Maschinenhauskomplex erhielt ein neues Kesselhaus mit einem zweiten Schornstein. Zusätzlich wurde an der Westseite des Schachthauses ein weiterer Maschinenraum sowie eine Kaue gebaut.
Nordwestlich des Schachtes an der Friederikenstraße gelegen, entstanden ein neues Kontor und das Beamtenhaus mit angrenzenden Pferdestallungen. Angeboten wurden die im Kohlebrecher zerkleinerte und über Schüttelsiebe getrennte Rohbraunkohle in den vier Sorten: Klarkohle, Nüsschenkohle, Nusskohle und große Nusskohle.
Ende 1905 waren die Vorbereitungen für den planmäßigen Kohlenabbau abgeschlossen, der im Pfeilerbruchbau erfolgte.

### Industrielle Kohleförderung 1906 bis 1940
Damit konnte die industrielle Kohleförderung beginnen. 1907 wurde eine zweite Dampfmaschine für den Antrieb der Aufbereitung und der Dynamomaschine aufgestellt und 1908 untertägige Seilbahnförderung eingerichtet. Der Antrieb erfolgte durch eine ebenfalls unter Tage aufgestellte Friktionswinde mit Dampfmaschine. Die 1908 gekaufte Nasspress-Anlage nahm ihren Betrieb auf. In offenen Trockenschuppen, aufgestellt 1909 im Osten und 1921 im Süden, wurden die Nasspress-Steine, eine für die Heizgüte der Braunkohle geeignete Vorform des Briketts, luftgetrocknet.
1910 wurde Dölitz nach Leipzig eingemeindet. Dies brachte auch für die Kohleförderung am Schacht Dölitz einige Veränderungen: 1917 übernahm die Stadt Leipzig die Mehrheit der Kuxe der Gewerkschaft Leipzig-Dölitzer Kohlenwerke. Das Bergwerk sicherte die Brennstoffversorgung von städtischen Einrichtungen und Anstalten und wurde zum Eigenbetrieb der Leipziger Stadtwerke. Die Jahresförderung wurde bis zum Jahr 1913 kontinuierlich bis auf 107.627 Tonnen gesteigert. Diese Fördermenge konnte während des Ersten Weltkrieges nicht beibehalten werden und sank bis 1918 auf 67.554 Tonnen ab.

#### Erweiterung der Schachtanlage

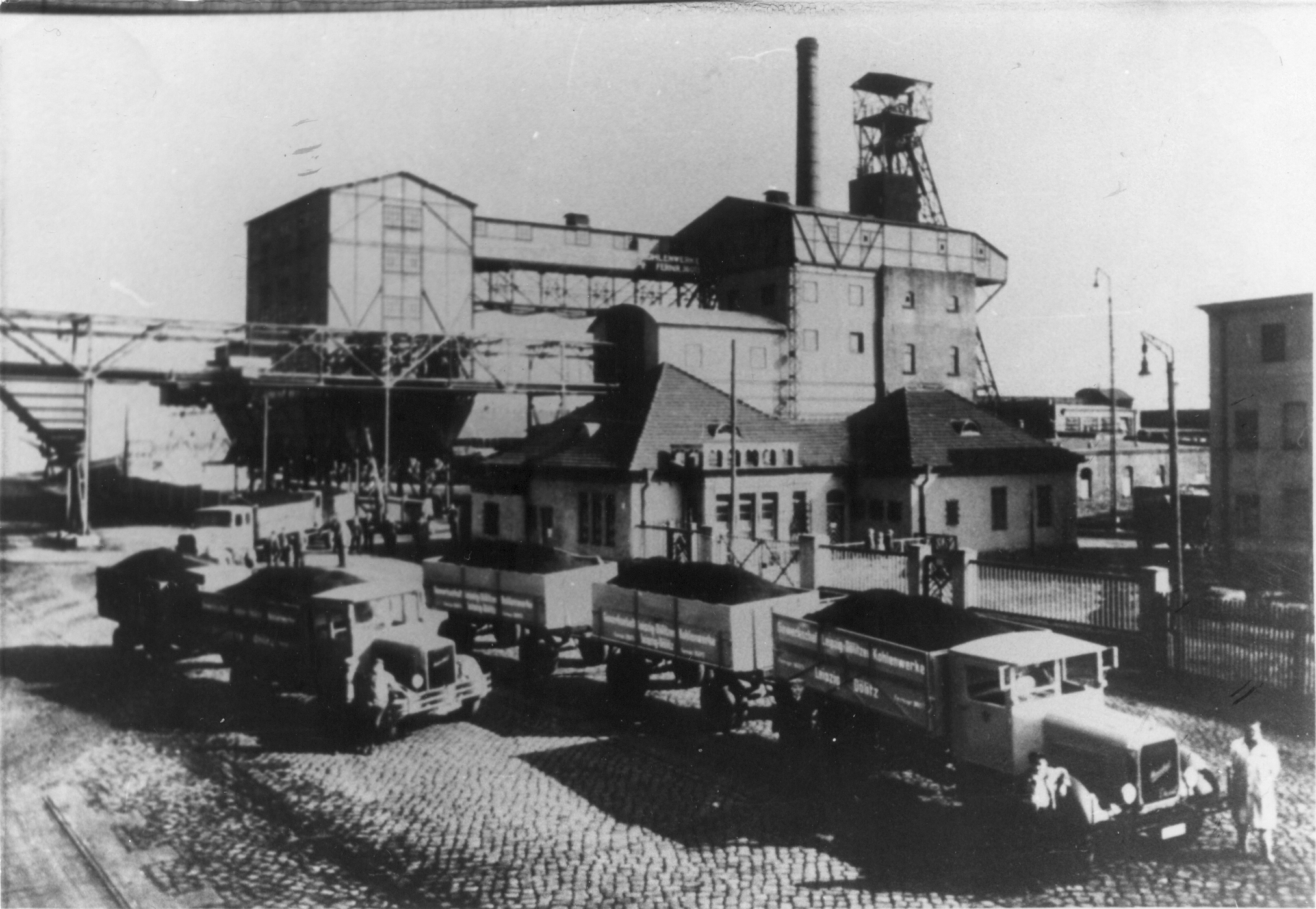
Der Betrieb etwa 1930

Zwischen 1920 und 1930 wurde der gesamte Komplex modernisiert und erweitert. Um die bestehenden Anlagen weiterhin nutzen zu können, wurde der Ziegelbau des Schachthauses um ca. 4 Meter aufgestockt. Eine neue Hängebank (3. Obergeschoss) mit südlicher und auf drei Stützen stehender nördlicher Auskragung wurde als Stahlfachwerk mit Ziegelausfachung aufgesetzt. Das Fördergerüst wurde für die neue Achshöhe der Seilscheiben von 27,20 Meter verlängert, erhielt eine neue Strebe und mit 30,35 Meter seine endgültige Höhe.
Die Hängebank mit der mechanischen Abzugsanlage für die Kohlehunte wurde über der bestehenden alten Sortierung durch eine Förderbrücke mit der neu errichteten Trockensortier- und Bunkeranlage („Neue Sortierung“) verbunden. Die Schachtanlage erhielt mit dem erhöhten Fördergerüst, der sogenannten „Neuen Sortierung“, dem Hängebankgeschoss und der beide Gebäudeteile verbindenden Förderbrücke ihre noch heute bestehenden Merkmale.

#### Mechanisierung der Schachtanlage
Die Arbeit über Tage wurde zunehmend mechanisiert. Auch unter Tage gab es Veränderungen: Zunächst mussten die 150 Bergleute die 70 Meter Höhenunterschied zwischen Rasenhängebank und Füllort über im Schacht angebrachte Fahrten (Leitern) bewältigen. Als wesentlicher Fortschritt wurde am 22. August 1927 im Hauptförderschacht die bergbehördlich genehmigte regelmäßige Seilfahrt (Personentransport im Förderkorb) eingeführt, die den Alltag der Kumpel erleichterte. Für die östlichen Kohlenfelder teufte man in Leipzig-Probstheida 1932/1933 einen weiteren Wetter- und Fluchtschacht ab. Das Kontor nahm nach einer baulichen Erweiterung neben der Direktion auch den Pförtner auf. Über dem Pförtnerfenster wurde der noch heute zu sehende Schriftzug „Glück auf 1925“ eingeputzt. Der Antrieb der Fördermaschinen wurde von Dampf auf Elektrizität umgestellt, dafür erhielt der Maschinenhauskomplex weitere Anbauten für die notwendigen elektrischen Anlagen. Die Kesselanlagen blieben aber noch für Heiz- und Notfallzwecke bis mindestens 1971 in Betrieb. 1927 bis 1928 baute die für Seilbahnen weltbekannte Firma Adolf Bleichert & Co. in Leipzig-Gohlis eine Drahtseilbahn als Verbindung zum Elektrizitätswerk Süd in Lößnig. Die Seilbahn beförderte Braunkohle vom Schacht ins Elektrizitätswerk und nahm auf dem Rückweg Asche mit, die zur Verfüllung der Strecken zu den ausgekohlten Bruchfeldern genutzt wurde. Vom Schachthaus führte eine Stahlfachwerkbrücke mit Gabelbahn (Bleichert-Einschienenhängebahn) zum Südwerkbunker, der als Zwischenlager für die Sortierung der Braunkohle diente. Nach kurzer Zeit veranlassten massive Beschwerden der Anwohner über Staub- und Lärmbelästigung die Einstellung des Seilbahnbetriebs.

### Zweiter Weltkrieg 1941 bis 1945
Zwischen 1941 und 1945 wurden Kriegsgefangene als Arbeitskräfte eingesetzt, um die Brennstoffversorgung der Stadt Leipzig abzusichern. Im Jahre 1943 wurde die Gewerkschaft Leipzig-Dölitzer Kohlenwerke aufgelöst; das Restvermögen erhielt die Stadt Leipzig. Mit dem Einmarsch der Sowjetarmee 1945 fiel das Bergwerk in den Besitz der sowjetischen Militäradministration.

### Nutzung in der DDR 1948 bis 1958
Mitte 1947 ging das Bergwerk trotz Protests der Stadtwerke Leipzig in Volkseigentum über. Die hygienischen Verhältnisse wurden durch Neu- und Umbauten verbessert. Es entstanden eine HO-Betriebsverkaufsstelle und eine neue Waschkaue (Umkleide- und Waschraum), die östlich an das Schachtgebäude angrenzten. Außerdem erhielt das Schachtgelände eine größere Sanitätsstelle und die Belegschaft richtete in einem Anbau am Südwerkbunker eine Kegelbahn ein, die bis heute genutzt wird. 1952 entstand östlich des Gebäudes der „Neuen Sortierung“ ein Neubau für die Hauptstelle des Grubenrettungs- und Gasschutzwesens und westlich des Schachtes 1954 ein Lehrinternat und ein Schulgebäude für die Ausbildung von Bergleuten, die vorwiegend zur Auffahrung der Entwässerungsstrecken im Braunkohlentagebau erforderlich waren. Von 1953 bis 1957 diente der Schacht Dölitz als Lehrgrube für 350 Lehrlinge des Braunkohlenbergbaus.

### Einstellung der Produktion und Umnutzung 1959 bis 1993
Obwohl die Jahresförderung der 300 zur Belegschaft gehörenden Kumpel auf ca. 150.000 Tonnen Rohbraunkohle gestiegen war, wurde am 13. Juni 1959 die letzte offizielle Förderschicht gefahren, jedoch für die notwendigen Versatzarbeiten und den eigenen Kesselhausbedarf noch bis Ende 1961 Kohle gefördert. Die vorher geplante Zahl von Bergleuten für den Einsatz unter Tage war wegen der Entwicklung neuer Verfahren der Tagebauentwässerung (Filterbrunnen) nicht mehr erforderlich. Nach Einstellung der Braunkohlenförderung wurden die Tagesanlagen als Büros und Forschungseinrichtungen der Obersten Bergbehörde mit dem zugeordneten Institut für Bergbausicherheit genutzt. Für den Umbau wurden die technischen Anlagen weitgehend verschrottet. 1964 wurde der Wetterschacht und 1973 der Flucht- und Wetterschacht in Leipzig-Probstheida mit Kesselasche verfüllt sowie weitere Versatz- und Sicherungsmaßnahmen im Grubengebäude von über Tage aus durchgeführt. 1974 wurde die Schachtanlage Dölitz in die Denkmalliste der Stadt Leipzig aufgenommen, 1979 nach Einspruch des Instituts für Bergbausicherheit wieder gestrichen. Wegen mangelnder Unterhaltungsarbeiten verfiel die Schachtanlage zunehmend. Vermutlich 1981 wurde die Gabelbahn zum Südwerkbunker verschrottet und aus Sicherheitsgründen die Ziegelgefache der Förderbrücke und der südlichen Auskragung des Hängebankgeschosses ausgebrochen. Fehlende Mittel verhinderten den gesamten Abriss der Schachtanlage. 1984 wurde der Förderschacht mit 1.200 Tonnen Braunkohlenfilterasche versetzt und mit einer Betonplatte verplombt. Nach der Wende wurden 1990 sowohl die Oberste Bergbehörde als auch das Institut für Bergbausicherheit aufgelöst. Auf dem Schachtgelände siedelten sich verschiedene Verwaltungs- und Bergbauforschungseinrichtungen an, so zum Beispiel das Grundbuchamt und die Bergsicherung Leipzig. Das neu gegründete Institut für Gebirgsmechanik GmbH wirkte in den Forschungsstätten der Salzmechanik erfolgreich weiter. Die Bergbau-Berufsgenossenschaft führte mit der Hauptstelle für Grubenrettungswesens Leipzig die Arbeiten für die Sicherheit der Beschäftigten in speziellen Gefährdungsbereichen weiter. Die Deutsche Montan Technologie (DMT) führte hier, vor dem Ortswechsel nach Miltitz, bis 2001 die Forschungsabteilungen Felsmechanik und Seilfahrtswesen des ehemaligen Institutes für Bergbausicherheit weiter. Inzwischen haben sich weitere Unternehmen angesiedelt und nutzen die umgebauten Bürogebäude und Hallen, u. a. seit 1992 das Technologie- und Berufsbildungszentrum Leipzig gGmbH (tbz).

### Denkmalschutz seit 1993
Am 27. August 1993 wurde der Schacht Dölitz erneut in die Liste der Kulturdenkmale der Stadt Leipzig aufgenommen. Er ist heute der einzige unter Denkmalschutz stehende Sachzeuge des Braunkohlentiefbaus im Südraum Leipzigs und Bestandteil der Mitteldeutschen Straße der Braunkohle. Zum Denkmalbestand zählen:

Schacht Dölitz: Teile des Technischen Denkmals 2007 mit Schachtförderanlage, Fördermaschinenraum, Kesselhaus und statisch gesicherten Tragwerkteilen

- Schachthaus mit Förderturm / Aufzugsanlage
- Hängebankgeschoss
- Kohlesortierung bzw. Neue Sortierung
- Förderbrücke
- Maschinen- und Kesselhaus
- Kaue und Neue Kaue
- Kontor
- Südwerkbunker[5]

Die ebenfalls als Denkmalbestand erfasste Wegepflasterung konnte leider nicht erhalten werden. In Zusammenarbeit mit der LMBV, dem Sächsischen Immobilien- und Baumanagement (SIB) und dem tbz wurden seit 2000 umfangreiche Reparatur- und Sicherungsarbeiten an den Denkmalsteilen des Schachtes Dölitz durchgeführt. Die Interessengemeinschaft „Schacht Dölitz“ entwickelte sich ab November / Dezember 2000 unter der Steuerung durch das Technologie- und Berufsbildungszentrum, Architekt H. Kauschke und dem Verein Für Technische Sicherheit und Umweltschutz e. V. parallel zu den Sicherungsarbeiten aus den Verbindungen u. a. zwischen RP Leipzig – Denkmalschutz; LMBV; SIB; ehemaligen Dölitzer Bergleuten und anderen Interessenten. Sie engagieren sich in Verbindung mit dem SIB und dem tbz für die Erhaltung des technischen Denkmals.

### Zustand heute
Die Abbaue, Strecken und zugehörigen Schächte wurden versetzt (verfüllt) und sind nicht mehr zugänglich. Das Schachtgelände wurde durch den Staatsbetrieb Sächsische Immobilien- und Baumanagement (SIB) verwaltet und durch bauliche Maßnahmen gesichert. Eigentümer war bis 2013 der Freistaat Sachsen. Ein großer Teil des Geländes wird durch das sbh als Ausbildungszentrum genutzt.
Seit März 2014 ist das Kernstück der Anlage bestehend aus Schachthaus, Fördergerüst, Alte Kaue, Sortierung, Maschinen- und Kesselhaus im Besitz einer privaten Eigentümergemeinschaft. Trotz grundlegender Erhaltungs- und Sicherungsarbeiten besteht weiterhin umfassender Sanierungsbedarf, der aus Sicherheitsgründen derzeit eine uneingeschränkte öffentliche Begehung in diesem Bereich nicht gestattet. Die Eigentümer haben es sich zur Aufgabe gemacht, sich für den Erhalt zu engagieren und planen die begehbaren Teile der Anlage temporär für Kunstprojekte und für die historische Dokumentation dieses faszinierenden Ortes zu nutzen.